# Eva (2011)
Eva (Verweistitel: Eva – Gefühle kann man nicht programmieren) ist ein spanischer Science-Fiction-Film von Regisseur Kike Maíllo aus dem Jahr 2011 mit Daniel Brühl, Marta Etura und Claudia Vega in den Hauptrollen.

## Handlung
Verschiedene Arten von Robotern begleiten die Menschen in ihrem Leben. Es gibt Roboter-Haustiere oder Roboter in Menschengestalt, die den Haushalt führen können. Sogenannte „freie Roboter“, die vollständig auf Grundlage eines eigenen Willens agieren, sind jedoch verboten. Alle Roboter sind so konstruiert, dass sie sich auf die Frage „Was siehst du, wenn du die Augen schließt?“ automatisch abschalten. Dabei werden allerdings auch das gesamte Gedächtnis und damit die emotionalen  Verknüpfungen des Roboters gelöscht.
Alex Garel ist Spezialist für die Programmierung von Emotionen bei Robotern. Er kommt nach zehn Jahren zurück in seine ehemalige Heimat, da er von Julia von der Hochschule für Robotik gebeten wurde, bei der Programmierung eines Roboters in Kindergestalt zu helfen. Dort trifft er auch auf Lana, seine Jugendliebe. Sie arbeitet als Dozentin an der Hochschule und lebt inzwischen mit David, Alex’ Bruder, zusammen. Alex zieht in das Haus seiner Eltern, das seit dem Tod seines Vaters leer steht, um dort zu arbeiten.
Auf der Suche nach einem geeigneten Kind als Muster für seine Programmierung der Emotionen für den Roboter trifft er zufällig auf die zehnjährige Eva. Es stellt sich heraus, dass Eva die Tochter von Lana und David ist. Alex beginnt, mit Eva zu arbeiten, Evas Mutter möchte dies jedoch nicht. Eva schleicht sich jedoch weiterhin ohne das Wissen ihrer Mutter zu Alex.
Alex entwickelt eine Programmierung und testet diese mit einem Roboter-Prototypen. Als dieser eines Tages aggressiv wird und Alex bedroht, muss Alex ihn mit der Frage „Was siehst du, wenn du die Augen schließt?“ deaktivieren. Seine Arbeit erleidet dadurch einen Rückschlag.
Auf einer Party kommen sich Alex und Lana näher. David beobachtet dies und es kommt zu einem Handgemenge zwischen den beiden Männern. Alex beschließt daraufhin, seine Heimat erneut zu verlassen und das Projekt nicht fertigzustellen. Lana bittet Alex jedoch zu bleiben. Sie sagt ihm auch, dass Eva in Wahrheit ein von ihnen gebauter Roboter ist. Eva hört dieses Gespräch ungewollt mit und läuft verärgert in den Wald. Als Lana sie findet, liegt Eva leblos am Boden. Lana öffnet eine mechanische Klappe an Evas Rücken und kann sie reaktiveren. Eva erwacht wieder und ist verwirrt über die Geschehnisse. Lana versucht sie zu beruhigen, Eva wehrt sich jedoch. Dabei stürzt Lana versehentlich von einer Klippe hinunter. Eva kann noch bis zum Haus von Alex zurück laufen, bricht dort jedoch erneut zusammen. Lana stirbt später an den Verletzungen des Sturzes im Krankenhaus.
Julia berichtet Alex davon, dass Lana ein Roboterprojekt, das Alex vor zehn Jahren verlassen hatte, zu Ende geführt hat und daraus Eva entstanden ist. Weiterhin verlangt sie, den Roboter Eva zu zerstören, da dieser Lana getötet hat. Alex fällt dies schwer, aber er deaktiviert schließlich Eva mit der Frage „Was siehst du, wenn du die Augen schließt?“ und löscht damit Evas Persönlichkeit.

## Kritik
„Regisseur Kike Maíllo erschafft in seiner mit Daniel Brühl prominent besetzten Science-Fiction Stilstudie „Eva“ zwar ein hübsches 2041 mit allerhand interessanten Androiden, weiß sie aber nicht mit einer fesselnden Geschichte zu füllen. So verflacht die spanische Produktion allzu schnell in unglaubwürdigen Herzschmerz und dramaturgische Belanglosigkeit.“

„Produktionstechnisch ist das äußerst schicke Regiedebüt von Kike Maíllo überzeugend gelungen, die in der Anlage durchaus originelle Handlung erweist sich im weiteren Verlauf jedoch als weit weniger kraftvoll.“

„… was hätte dies für ein aufregender, intelligenter Genrefilm sein können. Leider erschöpft er sich dann doch in der Inszenierung von ein, zwei handelsüblichen Plottwists, die zudem eine Stunde im Voraus absehbar sind, und in der Kreation einer hübschen, aber immer etwas zu harmlosen Bildwelt …“

## Drehorte
Ein Großteil der Filmaufnahmen entstand in der schweizerischen Grenzstadt La Chaux-de-Fonds. Bei Alex’ Ankunft auf dem Flugplatz ist deutlich die Friedhofskapelle Temple des Eplatures im Hintergrund zu erkennen, die sich tatsächlich am Rande des Rollfeldes befindet. Der Epilog wurde auf Teneriffa gedreht.

## Veröffentlichung
Der Film wurde im Rahmen verschiedener Filmfestivals gezeigt und startete am 28. Oktober 2011 in den spanischen Kinos. In Deutschland lief der Film nicht im Kino, sondern wurde 2012 direkt auf DVD veröffentlicht. Bei einem Produktionsbudget von ca. 7 Mio. Euro spielte der Film an den Kinokassen nur ca. 1,2 Mio. Euro ein, den größten Teil davon in Spanien.